# Résistance en Bretagne
La Résistance en Bretagne pendant la Seconde Guerre mondiale se manifeste dès juin 1940, par les ralliements les plus précoces à la France libre, en réponse à l'appel du général de Gaulle. Les Bretons fourniront près de la moitié des effectifs de la France libre. 
La Résistance en Bretagne se poursuit par l'implantation d'importants réseaux de résistance, soutenus par la population, et qui ont pour objectifs majeurs le renseignement militaire, l'exfiltration d'aviateurs alliés et de résistants menacés, les va-et-vient d'agents par voie maritime ou aérienne, la réception de parachutages, la diffusion de tracts et journaux clandestins, les sabotages, enfin la lutte armée avec les maquis bretons renforcés par les SAS pour favoriser l'Opération Overlord et la Libération.

## Histoire

### Réponses précoces à l'appel du 18 Juin
La Résistance commence tôt en Bretagne. L'appel du 18 Juin lancé par le général de Gaulle y trouve un large écho. De nombreux pêcheurs bretons rejoignent l'Angleterre sur leurs bateaux de pêche. Le ralliement le plus spectaculaire est celui des 133 ou 400 pêcheurs de l'île de Sein, qui gagnent la France libre embryonnaire. Leur proportion parmi les premiers répondants à l'appel fait dire à de Gaulle : « l'île de Sein est donc le quart de la France ! »,. 
Les Bretons sont très nombreux dans les Forces françaises libres, formant plus de 70 % de leurs effectifs en septembre 1940, puis se stabilisant à 40 % environ. À Londres, les Bretons de la France libre se retrouvent dès 1940 dans l'association « Fidel Armor » qui devient « Sao Breiz ».

### Évasion maritime, réseaux d'exfiltration
Par sa situation côtière face aux côtes britanniques, la Bretagne offre un espace particulièrement propice à l'évasion maritime, comme à l'exfiltration de résistants menacés, d'agents en mission ou d'aviateurs alliés, ainsi qu'à la communication de messages et de renseignements à Londres. 
Les réseaux d'exfiltration d'aviateurs alliés par les côtes bretonnes prennent une importance accrue en 1942. Le réseau « Var » est actif sur Redon, Rennes et la côte nord de la Bretagne. Le « réseau Shelburne » en 1944 réussit à exfiltrer cent vingt-quatre aviateurs alliés.

### Réseaux de renseignement: ports de Brest et Lorient
Le renseignement est une des principales facettes de la résistance en Bretagne. L'activité allemande dans les ports militaires de Brest et de Lorient incite la France libre et les britanniques à dépêcher des agents pour recueillir des renseignements militaires. 
Ces deux ports sont ainsi l'objectif majeur de plusieurs réseaux de renseignement comme la « Confrérie Notre-Dame » du colonel Rémy ou le « réseau Alliance ». Les renseignements les plus notables viennent du lieutenant de vaisseau Jean Philippon, en poste à Brest ; des ingénieurs Alphonse Tanguy et Jacques Stosskopf, à Lorient. 
Plusieurs réseaux de renseignement sont mis à rude épreuve par la répression des forces d'occupation. Certains d'entre eux sont tour à tour anéantis puis resurgissent. Ainsi, le réseau « Johnny » doit s'effacer, devient le réseau « Ker » en 1941, puis disparaît en 1942.

### Réseaux d'aide et de communication
D'autres réseaux se créent ou s'installent dans la région. Certains comme le groupe Gallais s'occupent de venir en aide aux prisonniers ou de faciliter leur évasion. Des réseaux se chargent de mobiliser l'opinion par la propagande, la diffusion de tracts et de messages, et parfois de collecter des renseignements ou d'effectuer des sabotages symboliques. Des actes isolés consistent à écrire des slogans patriotiques sur les murs, à couper des câbles électriques ou des lignes téléphoniques.

### Opinion bretonne favorable
L'opinion résistante progresse rapidement malgré la répression des actes de résistance. Des manifestations patriotiques interviennent, dès la fête de la Toussaint à Brest en 1940 ; les enterrements des aviateurs alliés sont salués par une foule importante ; quatre mille personnes chantent la Marseillaise à Rennes en juin 1941.
La population bretonne devient rapidement favorable à la Résistance et massivement opposée à l'occupant,, à l'exception d'une faible proportion de collaborateurs, et de quelques groupes régionaux qui font passer leur intérêt régional breton avant l'intérêt national,. Les mots d'ordre lancés par de Gaulle à la BBC (Radio Londres) sont suivis par la population.
Le Parti communiste participe à la Résistance dès l'automne 1940 en Bretagne, plus tôt que dans les autres régions. Les autres partis politiques y apparaissent plus tard, ou à travers les autres mouvements.

### Intensification et expansion
Après des débuts précoces dès juin 1940, la Résistance en Bretagne se développe progressivement, puis cette expansion s'accélère fortement à partir de 1942. Les activités s'intensifient et les structures d'organisation se renforcent. Géographiquement, la Résistance, déjà bien présente sur les côtes et dans les villes, s'étend dans la campagne et les villages.